# Gliese 357
Gliese 357 (ook wel GJ 357) is een rode dwerg met een spectraalklasse van M2.5V. De ster bevindt zich 30,8 lichtjaar van de zon. Om de ster draaien planeten, waaronder een superaarde.